# Ryszard Kapuściński
 Poslechnout si článek · info
Ryszard Kapuściński [ryšard kapuščiňski] (4. března 1932 Pińsk – 23. ledna 2007 Varšava]) byl polský reportér, novinář a publicista. Je to v současnosti nejpřekládanější polský autor [zdroj?].

## Životopis
Narodil se v učitelské rodině. V létě 1940 utekl spolu s matkou ze Lvova před deportacemi na Sibiř. Otec, jako záložní důstojník, byl povolán do armády na jaře 1939 a odjel do polského vnitrozemí. Bojoval na západní frontě, posléze padl do sovětského zajetí. Hnán ve velké zajatecké koloně na východ směrem ke Katyni a Starobilsku utekl spolu s několika druhy během průchodu lesem. Převlečen za poleského venkovana (Polesí je region na pomezí Polska a Běloruska) se nakrátko vrátil na podzim do Pińsku, obsazeného již sovětským vojskem, aby se viděl se ženou a dětmi. Ryszard Kapuściński strávil válku v Sierakowě, v Kampinoském pralese, nedaleko vsi Palmiry.
V 17 letech debutoval básněmi v týdeníku Dziś i jutro (Dnes a zítra). Maturoval v roce 1950 na varšavském gymnáziu Stanisława Staszica. V roce 1956 absolvoval historii na Varšavské univerzitě. Novinářskou dráhu zahájil v novinách Sztandar Młodych (Standarta mladých). V roce 1956 obdržel první cenu – Zlatý kříž za zásluhy – za reportáž To też jest prawda o Nowej Hucie (To je také pravda o Nové Huti) popisující těžké životní podmínky dělníků na socialistické stavbě hutnického kombinátu Nowa Huta nedaleko Krakova. Z novin odešel v roce 1958 po odvolání redakce za podporu týdeníku Po prostu (Prostě), který byl kritický vůči státním úřadům.
Přešel do týdeníku Polityka. Od roku 1962 pracoval pro polskou tiskovou kancelář PAP jako stálý zahraniční korespondent Africe, Latinské Americe a Asii. Dokumentoval pád císařství v Etiopii a Íránu. Od roku 1974 působil v týdeníku Kultura.
V roce 1987 uvedlo londýnské divadlo Royal Court Theatre scénickou adaptaci knihy Cesarz (Císař), která popisuje pád režimu Haile Selassie v Etiopii (později hra byla uvedena i v Polsku). Celkově obdržel přes 40 cen a vyznamenání.

## Dílo
- 1962 Busz po polsku („Potloukání se na polský způsob“)
- 1963 Czarne gwiazdy („Černé hvězdy“)
- 1968 Kirgiz schodzi z konia („Kirgiz slézá z koně“)
- 1969 Gdyby cała Afryka („Kdyby celá Afrika“)
- 1969 Che Guevara - Dziennik z Boliwii („Che Guevara – Deník z Bolívie“)
- 1970 Dlaczego zginął Karl von Spreti? („Proč zahynul Karl von Spreti?“)
- 1975 Chrystus z karabinem na ramieniu („Kristus s puškou na rameni“)
- 1976 Jeszcze dzień życia „Ještě den života“
- 1978 Wojna futbolowa „Fotbalová válka“ (česky 1983)
- 1978 Cesarz („Císař“) – česky Na dvoře Krále králů (1980)
- 1981 Szachinszach („Šáhanšáh“) – česky Na dvoře šáha šáhů (1981)
- 1986 Notes – svazek básní
- 1990 Lapidarium
- 1993 Imperium – česky Impérium (1995), slovenské vydanie Impérium (Vydavateľstvo Absynt, 2016)
- 1995 Lapidarium II.
- 1997 Lapidarium III.
- 1998 Heban – Eben (česky 2003), slovenské vydanie Eben (Kalligram, 2003; Vydavateľstvo Absynt, 2016)
- 2000 Lapidarium IV.
- 2000 Z Afryki – Z Afriky, fotografické album
- 2001 Lapidarium V.
- 2003 Autoportret reportera – Reportérův autoportrét
- 2004 Podróże z Herodotem – Cestování s Hérodotem